# 갈리치아 관구

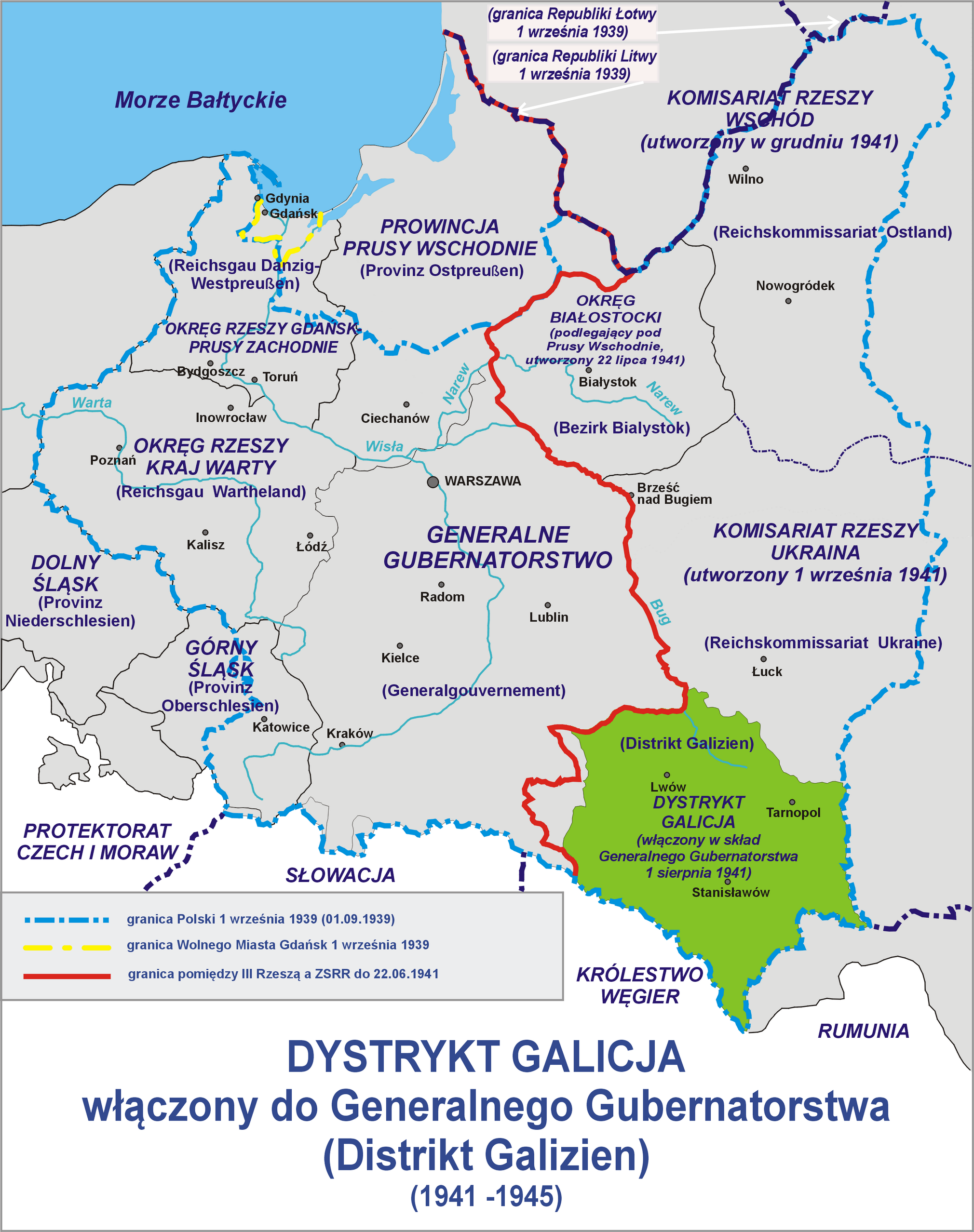
나치 독일의 총독부 지도. 초록색이 갈리치아 관구이다.

갈리치아 관구(독일어: Distrikt Galizien, 폴란드어: Dystrykt Galicja, 우크라이나어: Дистрикт Галичина)는 1941년 바르바로사 작전 이후 나치 독일의 폴란드 총독부 지역에 수립된 행정구역 명칭이다. 원래 이 지역은 1939년 소련의 폴란드 침공 이후 소련 지역으로 편입되었고 일시적으로 우크라이나 SSR 영토 하에 있었다. 1941년 7월 17일 아돌프 히틀러의 Document No. 1997-PS의 문서 명령으로 렘베르크(현 리비우)를 주도로 한 행정구역이 수립되었으며 1941년부터 1944년까지 존속했다. 이 관구는 1944년 소련의 공세 작전으로 분쇄되었다.

## 역사
갈리치아 관구는 원래 세계대전 전에는 대부분의 영토가 폴란드 제2공화국의 르부프 주, 현재의 서우크라이나 지역에 속해 있었다. 이 지역은 1941년 바르바로사 작전으로 소련이 밀려나면서 나치 독일이 장악하였고 총독 한스 프랑크이 다스리는 폴란드 총독부 하로 넘어갔다. 1944년에는 소련의 공세로 다시 소련 지역으로 넘어갔다.
이 관구는 1941년 8월 1일부터 1942년 1월 6일까지 한스 프랑크의 처남인 카를 라쉬가 통치했고, 1942년 1월 6일부터 1943년 9월까지는 SS 여단지도자 오토 베히터가 통치했다. 베히터는 관구수도인 리비우를 친위대 제14무장척탄병사단 모병 거점으로 삼았다. 또한 침공 이후부터 시작된 폴란드의 홀로코스트의 일환으로 르부프와 스타니스와부프에 폴란드 유대인 게토를 세웠다.

## 같이 보기
- 제2차 세계 대전 기간 폴란드 영토의 행정 분할
- 소련의 동갈리치아, 볼히나, 북부코비나 점령
- 친위대 제14무장척탄병사단